# FINA Water Polo World Cup 2002 (femminile)
La Coppa del Mondo femminile di pallanuoto 2002 è stata la 13ª edizione della manifestazione che viene organizzata ogni quattro anni dalla FINA a partire proprio dal 2002. Le nazioni partecipanti venivano scelte fra le 8 prime classificate del campionato mondiale precedente.
Tale manifestazione servì anche per stabilire quali squadre si sarebbero qualificate per i campionati mondiali 2003 di Barcellona (Spagna), con le prime cinque che avrebbero conquistato tale traguardo.

## Squadre partecipanti
Le squadre sono elencate secondo l'ordine di classifica del campionato mondiale 2001.
- Italia
- Ungheria
- Canada
- Stati Uniti
- Australia
- Russia
- Grecia
- Kazakistan

## Formula
Le 8 squadre partecipanti vengono suddivise in due gironi da quattro squadre ciascuno. Ciascuna squadra affronta le altre tre incluse nel proprio girone una sola volta, per un totale di tre partite per ciascuna squadra. Alla fine di tale fase le prime in classifica dei due gironi sono ammesse direttamente in semifinale, dove attendono le vincenti del doppio confronto fra seconde e terze classificate. Le quarte vengono subito eliminate.

## Turno preliminare

### Gruppo A
|   | Squadra | Pts | G | V | N | P | GF | GS | DR |
| - | ------- | --- | - | - | - | - | -- | -- | -- |
| 1 | Russia  | 4   | 3 | 2 | 0 | 1 | 24 | 22 | +2 |
| 2 | Canada  | 4   | 3 | 2 | 0 | 1 | 21 | 20 | +1 |
| 3 | Italia  | 3   | 3 | 1 | 1 | 1 | 25 | 24 | +1 |
| 4 | Grecia  | 1   | 3 | 0 | 1 | 2 | 17 | 21 | -4 |

10 dicembre
| Russia | 9 – 7 | Canada |
| Italia | 8 – 8 | Grecia |

11 dicembre
| Canada | 6 – 4  | Grecia |
| Italia | 10 – 8 | Russia |

12 dicembre
| Russia | 7 – 5 | Grecia |
| Canada | 8 – 7 | Italia |

### Gruppo B
|   | Squadra     | Pts | G | V | N | P | GF | GS | DR  |
| - | ----------- | --- | - | - | - | - | -- | -- | --- |
| 1 | Stati Uniti | 5   | 3 | 2 | 1 | 0 | 24 | 9  | +15 |
| 2 | Ungheria    | 5   | 3 | 2 | 1 | 0 | 18 | 12 | +6  |
| 3 | Australia   | 2   | 3 | 1 | 0 | 2 | 15 | 21 | -6  |
| 4 | Kazakistan  | 0   | 3 | 0 | 0 | 3 | 11 | 28 | -17 |

10 dicembre
| Ungheria  | 5 – 5 | Stati Uniti |
| Australia | 9 – 6 | Kazakistan  |

11 dicembre
| Australia   | 3 – 7  | Ungheria   |
| Stati Uniti | 11 – 1 | Kazakistan |

12 dicembre
| Ungheria  | 8 – 4 | Kazakistan  |
| Australia | 3 – 8 | Stati Uniti |

## Fase finale

### Quarti di finale
13 dicembre
| Canada   | 9 – 3 | Australia |
| Ungheria | 7 – 6 | Italia    |

### Semifinali
14 dicembre
| Russia      | 6 – 8 | Ungheria |
| Stati Uniti | 6 – 4 | Canada   |

### Finale 7º-8º posto
13 dicembre
| Grecia | 7 – 1 | Kazakistan |

### Finale 5º-6º posto
14 dicembre
| Australia | 9 – 10 | Italia |

### Finale 3º-4º posto
15 dicembre
| Canada | 6 – 5 | Russia |

### Finale
15 dicembre
| Ungheria | 8 – 7 | Stati Uniti |

## Classifica finale
| Vincitore Coppa del Mondo (1º titolo) | Vincitore Coppa del Mondo (1º titolo) |
| ------------------------------------- | ------------------------------------- |
| UNGHERIA                              |                                       |
| Posizione                             | Squadra                               |
| 2                                     | Stati Uniti                           |
| 3                                     | Canada                                |
| 4                                     | Russia                                |
| 5                                     | Italia                                |
| 6                                     | Australia                             |
| 7                                     | Grecia                                |
| 8                                     | Kazakistan                            |